# Музей на тиквата
Музеят на тиквата е музей в Севлиево, създаден през 2012 година.
Експозицията на музея се помещава в няколко стаи в известните Дандолови къщи в града.
Музеят на тиквата отваря врати по време на фестивала на тиквата в Севлиево през 2012 г. Той е единствен по рода си в България.